# Ceinture van Metz
De Ceinture van Metz is een Franse spoorlijn in Metz. De lijn is 8,9 km lang en heeft als lijnnummer 192 000. De lijn wordt uitsluitend voor goederen gebruikt.

## Geschiedenis
De lijn werd aangelegd door de Compagnie des chemins de fer de l'Est en geopend op 16 september 1854.

## Aansluitingen
In de volgende plaatsen is of was er een aansluiting op de volgende spoorlijnen:
Metz-Sablon
RFN 086 000, spoorlijn tussen Conflans-Jarny en Metz-Ville
RFN 089 000, spoorlijn tussen Lérouville en Metz-Ville
RFN 099 000, spoorlijn tussen Metz-Ville en Château-Salins
RFN 140 000, spoorlijn tussen Réding en Metz-Ville
RFN 191 300, raccordement tussen Metz-Ville en Metz-Marchandises
Woippy
RFN 180 000, spoorlijn tussen Metz-Ville en Zoufftgen
RFN 180 606, stamlijn Woippy 1
RFN 180 611, stamlijn Woippy 2

## Elektrische tractie
Het traject werd in 1956 geëlektrificeerd met een spanning van 25.000 volt 50 Hz wisselstroom.